# Кампалто (Венеција)
Кампалто (итал. Campalto) је насеље у Италији у округу Венеција, региону Венето.
Према процени из 2011. у насељу је живело 3854 становника. Насеље се налази на надморској висини од 6 м.